# Dům U zlatého beránka (České Budějovice)
Dům U zlatého beránka je měšťanský dům v Krajinské ulici č.p. 225/35 v Českých Budějovicích. Je chráněnou kulturní památkou ve zdejší městské památkové rezervaci.

## Popis
Jedná se o jednopatrový dům – bývalý zájezdní hostinec U zlatého beránka. Na průčelí domu je na klasicistní fasádě mezi okny prvého patra domovní znamení – beránek. Hostinec zde je doložen až v druhé polovině 19. století. Současná podoba domu pochází z přelomu 18. a 19. století, kdy objekt vznikl na místě dvou středověkých domů, resp. na dvou středověkých parcelách. V přízemí i v patře jsou klenby, na dvorku domu jsou dvě pavlače, jedna z nich je na kamenných krakorcích.

### Loubí
Dům má loubí, které má pět arkád. Vzhledem k tomu, že jde původně o dva domy, je polovina loubí zaklenutá a druhá polovina loubí má plochý strop. Rovněž arkády nejsou stejné. Dva pilíře loubí jsou kamenné.

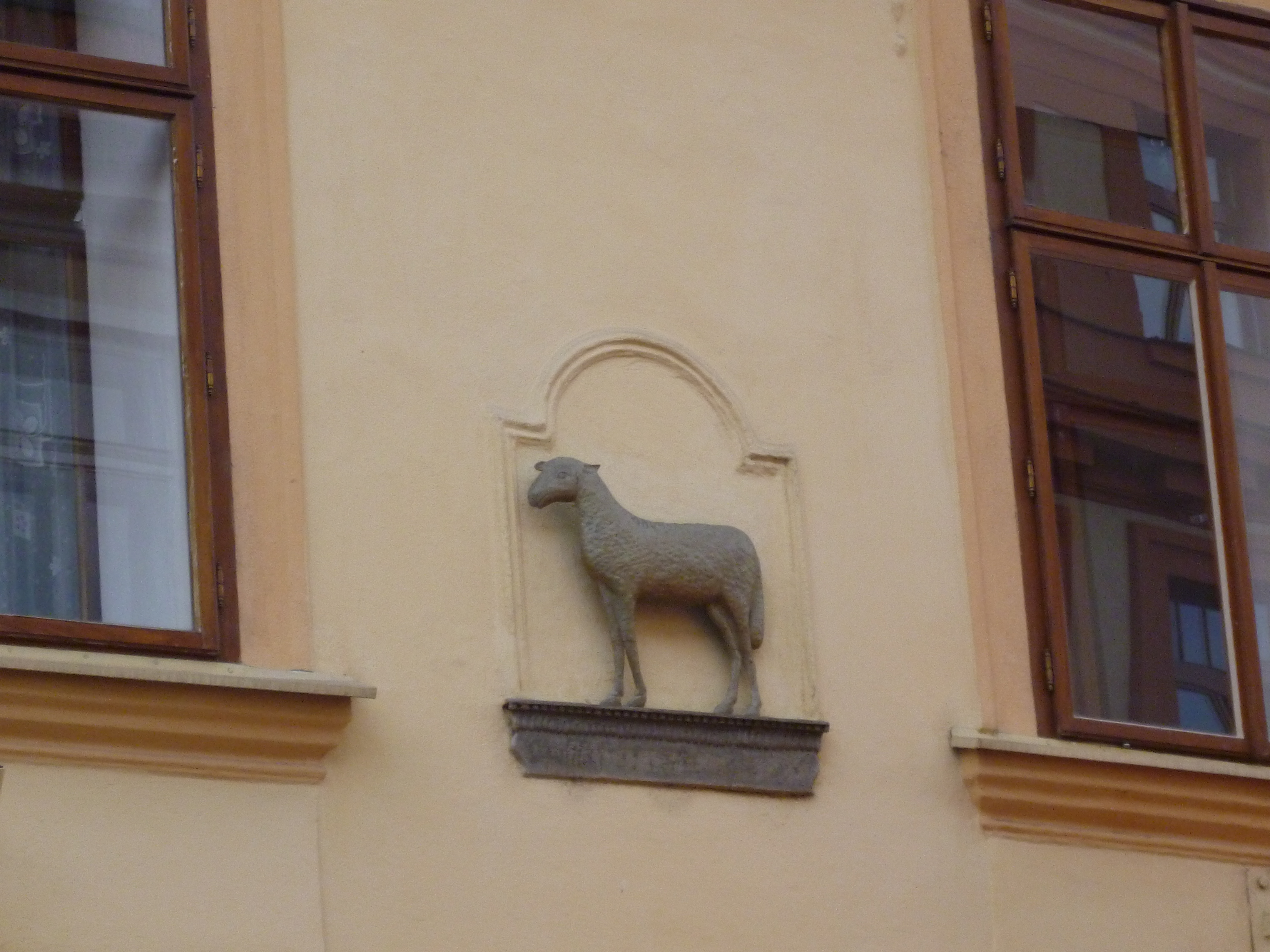
Domovní znamení
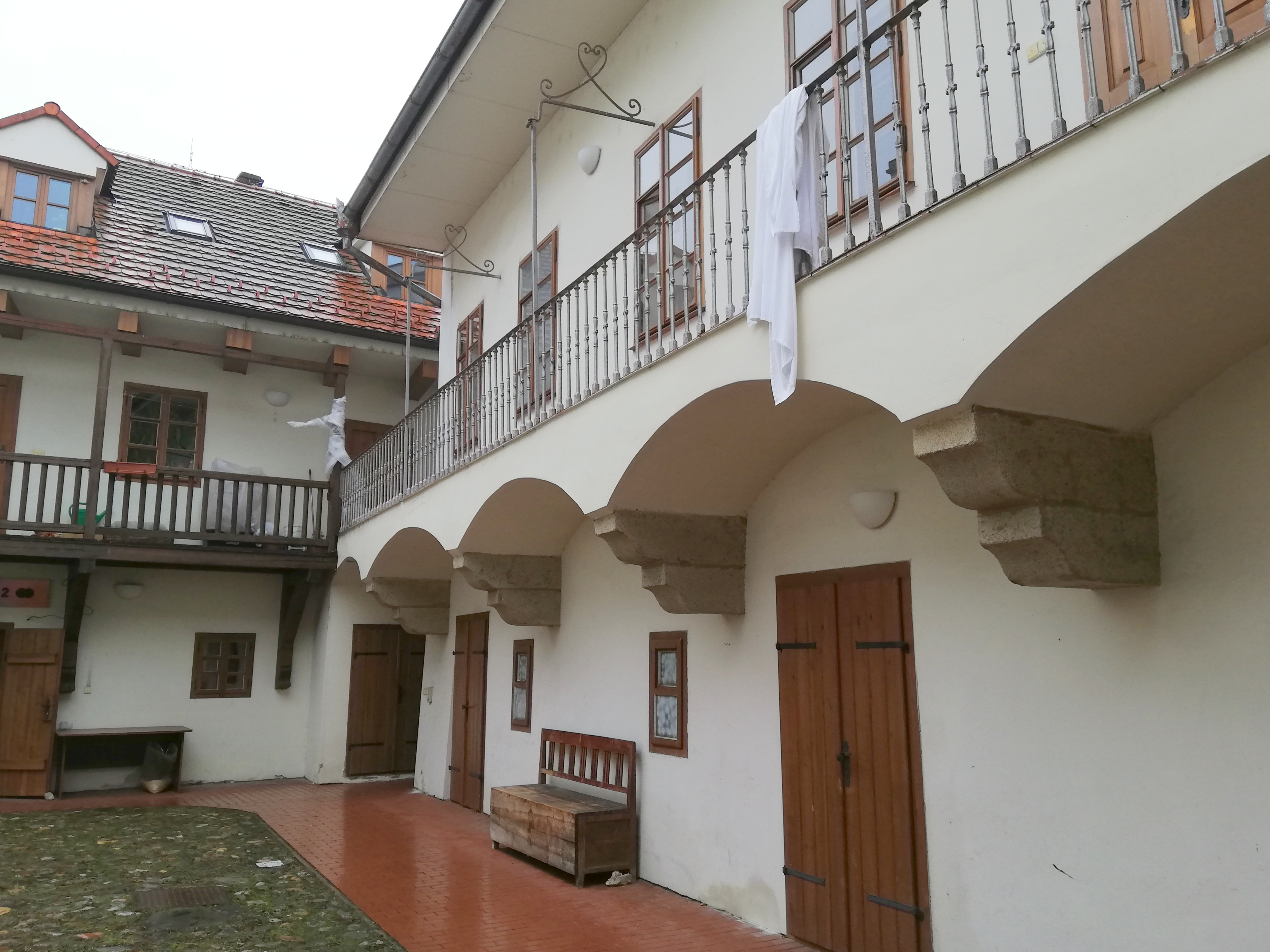
Dvorek domu
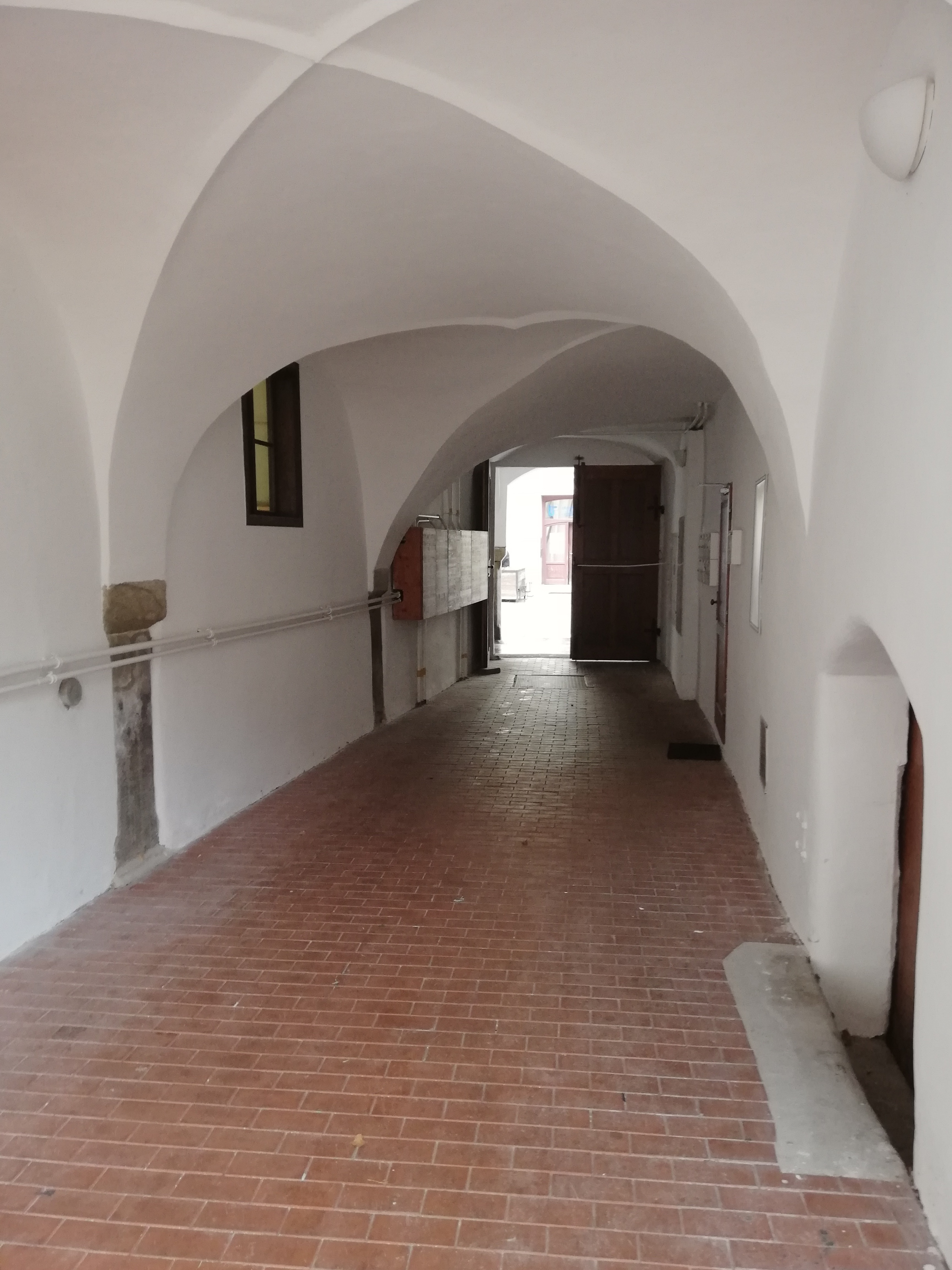
Klenutá chodba v přízemí domu
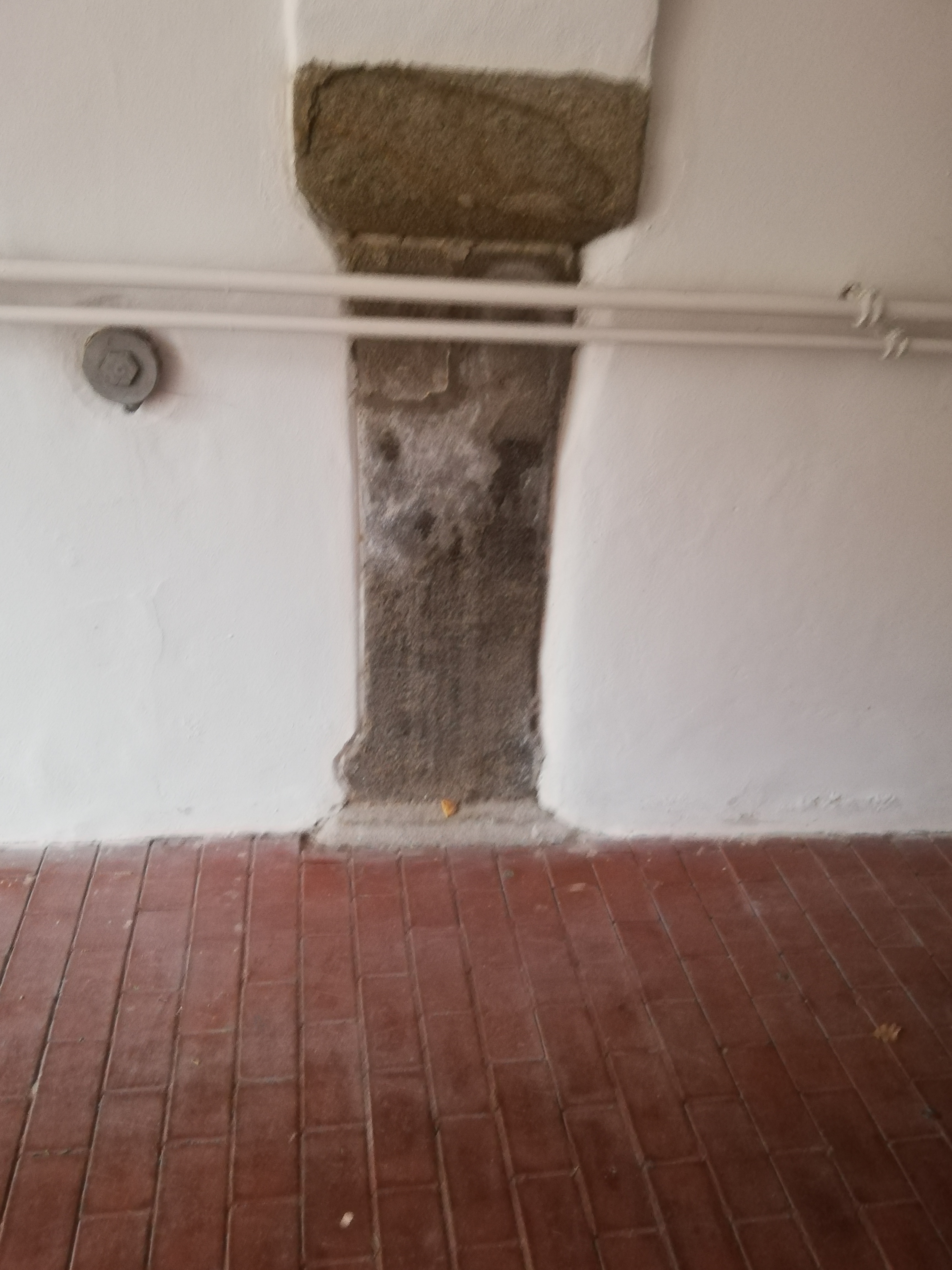
Přízemí domu – kamenický detail v chodbě

V domě sídlil za socialismu Svaz československých filatelistů a obchodní podnik Textil. V současnosti (2024) se pořádají ve dvoře občasné kulturní akce.